# Пунта-Кана
Пунта-Кана — муніципальний район і туристичне місто в провінції Ла-Альтаграсія, розташоване на південно-східному узбережжі Домініканської республіки, на східному краю острова Гаїті, відоме курортно-туристичним комплексом  Puntacana Resort and Club. Населення району складає близько 325 244 осіб.

## Туризм
Пунта-Кана є одним з небагатьох місць з унікальними пляжами та білим кораловим піском. Тут знаходяться знамениті пляжі Баваро — кращі в Домініканській республіці. Коралові рифи Пунта-Кани привабливі для дайвінгу.
В престижний курорт це місце перетворилося завдяки діяльності компанії Grupo Puntacana, заснованої в 1969 році домініканцем Френком Рейньєрі і американцем Теодором Хілом (у 1997 році співвласниками бізнесу також стали дизайнер Оскар де ла Рента і співак Хуліо Іглесіас).  Grupo Puntacana  займається не тільки керуванням свого туристичного комплексу  Puntacana Resort and Club , але і повним комплексним розвитком Пунта-Кани — від будівництва шкіл, лікарень і транспортної інфраструктури до екологічних заходів.

## Транспорт

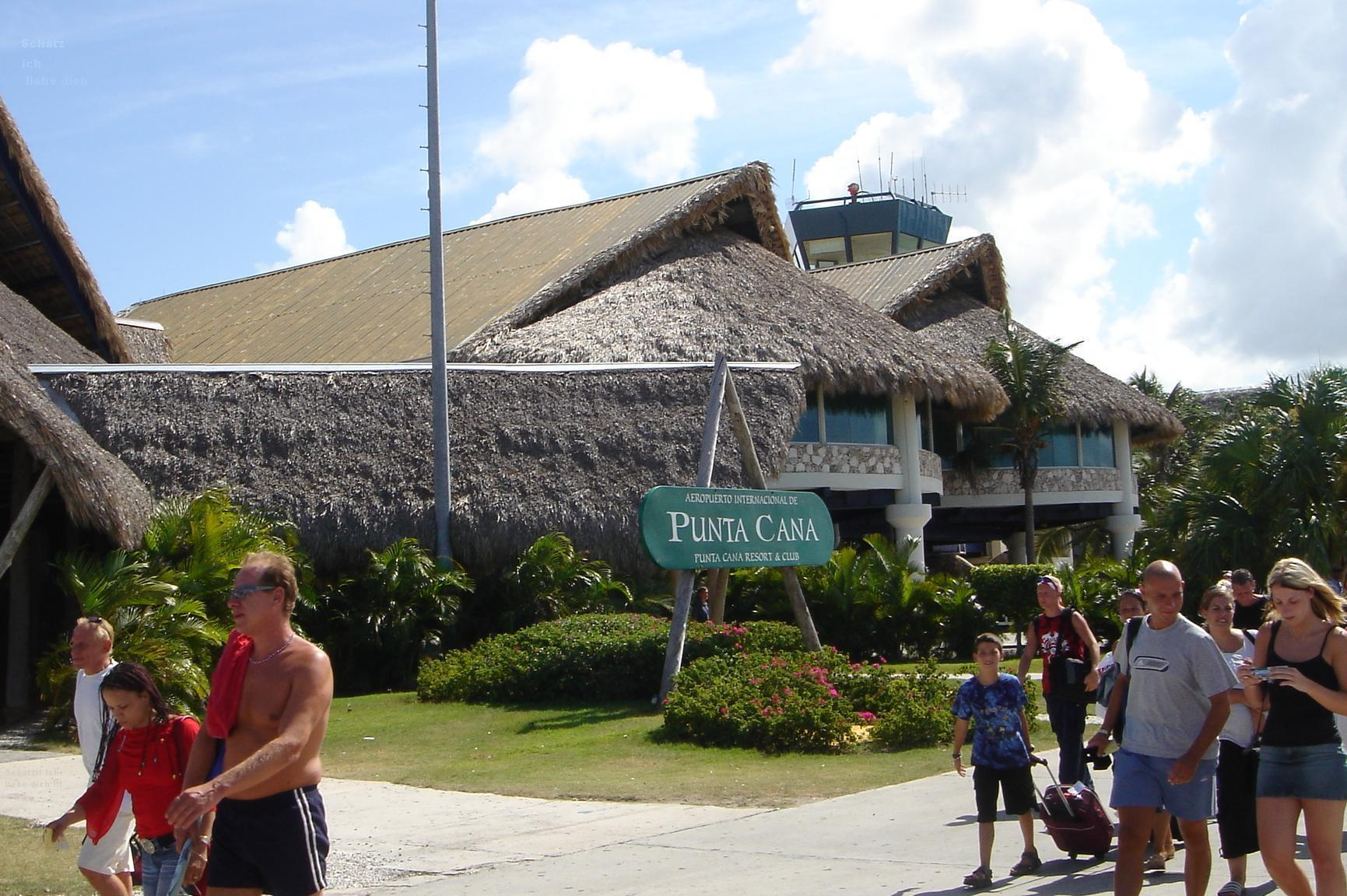
Зовнішній вигляд Міжнародного аеропорту Пунта Кана

Міжнародний аеропорт Пунта Кана, побудований в 1984 році, є одним з найбільших на Карибських островах і першим приватним міжнародним аеропортом у світі. Він обслуговує понад 50 авіакомпаній.